# K.k. Nördliche Staatsbahn

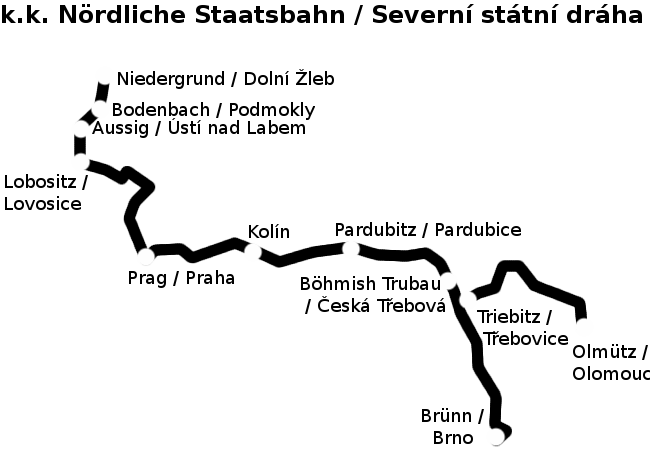
Streckennetz der nördlichen Staatsbahn

Die k.k. Nördliche Staatsbahn (NStB) war die erste durch den Staat erbaute Eisenbahn im Kaisertum Österreich. Sie liegt auf dem Gebiet des heutigen Tschechien.

## Geschichte

### Vorgeschichte
Obwohl es um 1840 nur wenige Staatsbahnen in Europa gab, setzte sich der Präsident der Allgemeinen Hofkammer, Carl Friedrich von Kübeck für den Bau solcher Bahnen ein. Dies lag einerseits an der Industrialisierung Böhmens und der Verbindung zu Nord- und Ostsee, anderseits spielten militärische Gründe eine Rolle, da die Beziehungen zu Preußen mäßig waren, das Königreich Sachsen aber ein Verbündeter.
Schon 1836 erhielt der Prager Rechtsanwalt Max Lichtner eine Konzession für eine Eisenbahnstrecke von Brünn nach Prag, konnte dafür aber kein Geld aufbringen. Allerdings bewirkte diese, dass die a. priv. Kaiser Ferdinands-Nordbahn (KFNB) bei einem Ansuchen um eine eigene Konzession für diese Strecke scheiterte. Da die Macht im Staat aber nicht bei Kaiser Ferdinand I., sondern der Staatskonferenz lag, konnte der Salomon Rothschild und damit der KFNB freundlich gesinnte Metternich Kübeck davon überzeugen, den Betrieb der Bahnen Privaten zu überlassen.
Am 19. Dezember 1841 wurde Kübecks Konzept bewilligt und Hermenegild von Francesconi zum Generaldirektor ernannt. Da Francesconi von der KFNB kam, brachte er schon ausgearbeitete Pläne mit, die der KNFB sehr entgegenkamen, insbesondere die östlichen Endpunkte in Brünn und Olmütz. Am 3. August 1842 wurde der Bau der Linie Olmütz-Prag angeordnet und am 4. September des Jahres damit begonnen.

### Bau und Eröffnung

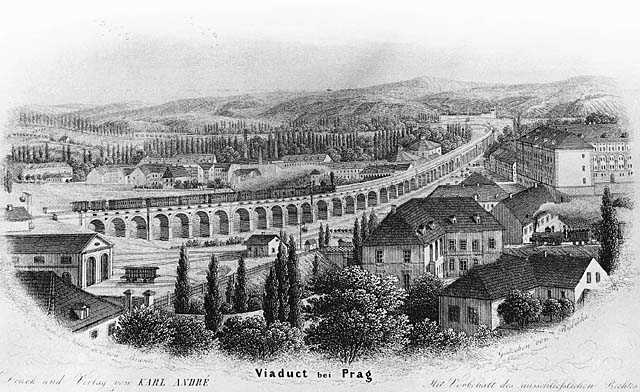
Negrelliviadukt

Durch die Vermeidung von engen Bögen und großer Steigungen waren zahlreiche Kunstbauten notwendig. Der Unterbau war für zwei Gleise vorbereitet, doch nur das kurze Stück zwischen Prag und Biechowitz wurde tatsächlich zweigleisig ausgeführt. Die Normen dieser Strecke wurden später auch von den anderen Staatsbahnen übernommen. 1843 wurde von der Firma Talachini mit dem Bau der Strecke Brünn–Böhmisch Trübau begonnen. Die Sparmaßnahmen der Firma führten zu einer schlechten Behandlung der Arbeiter, was zahlreiche Fälle von Typhus, Amöbenruhr und Fleckfieber zur Folge hatte. Außerdem verzögerten Geländeschwierigkeiten und die Märzrevolution die Fertigstellung bis 1849. Die restlichen Teile wurden in mehreren Abschnitten bis 1851 fertiggestellt.
1842 wurde in einem Vertrag zwischen Österreich und Sachsen als Ort des Zusammenschlusses der Bahnen beider Staaten die Landesgrenze bei Niedergrund festgelegt. Der Betrieb der Strecke von Bodenbach bis zur Grenze wurde an die Sächsisch-Böhmische Staatseisenbahn verpachtet, was letztlich bis zur Angliederung des Sudetenlandes an Deutschland im Oktober 1938 Bestand hatte.
Eröffnungsdaten
- 1. September 1845: Olmütz–Prag[2]
- 1. Januar 1849: Brünn–Böhmisch Trübau[3]
- 1. Juni 1850: Prag–Lobositz[4]
- 1. Oktober 1850: Lobositz–Aussig[4]
- 8. April 1851: Aussig–Bodenbach–Landesgrenze bei Niedergrund[4]

### Betrieb
Auf dem Netz gab es anfangs 36 Bahnhöfe, wovon 34 neu gebaut wurden und bei den restlichen beiden (Brünn und Olmütz) zusätzliche Gebäude errichtet wurden. Den Betrieb führte die KFNB, mit der am 1. September 1845 ein Betriebsvertrag abgeschlossen wurde. Neben den finanziellen Regelungen und der Verpflichtung der Nordbahn zur Einschulung von Staatsbahnpersonal enthielt dieser auch ein Wagentauschabkommen für Güterwagen. Dieser Passus führte aber bald zu Auseinandersetzungen, da wegen des geringen Lichtraumprofils der Staatsbahn die Nordbahnwaggons nicht beliebig einsetzbar waren. Diese und andere Konflikte führten dazu, dass die Staatsbahn den Betrieb ab 1. Mai 1850 selbst übernahm. Anfänglich wurde links gefahren, aber schon 1851 auf Rechtsverkehr umgestellt.

### Verkauf
Wegen des Budgetdefizit des Staates mussten Anleihen im Ausland aufgenommen werden. Der Umstand, dass der Einfluss Rothschilds nach der Flucht Metternichs nachließ, wurde von seinen Konkurrenten Georg Simon Sina und Arnstein & Eskeles ausgenutzt, indem sie sich an die französische Société Générale du Crédit Mobilier wandten und Finanzminister Andreas von Baumgartner dem Kaiser den Verkauf der Staatsbahnen vorschlug. Dem Konsortium aus Crédit mobilier, Sina und Arnstein wurde am 22. Oktober 1854 eine Vor-Conzession für Eisenbahnen, Berg- und Hüttenwerke, Staatsgüter Forste verliehen. Daraus entstand bald darauf die StEG, die die nördlichen und südöstlichen Staatsbahnen um nur 170 Millionen Francs erwarb.